# Tringa Hysa
Tringa Hysa (ur. 8 stycznia 1996 roku w Prisztinie) – kosowska tancerka, reprezentantka Kosowa w 12. Konkursie Eurowizji dla Młodych Tancerzy w 2011 roku.

## Dzieciństwo i edukacja
Tringa Hysa urodziła się w Prisztinie w Kosowie (wówczas będącego częścią Jugosławii). Uczyła się w liceum Sami Frashëri w Prisztinie. Studiuje na uniwersytecie Ismail Qemali na kierunku kultura ogólna.

## Kariera
We wrześniu 2005 roku została jedną z tancerek lokalnej grupy tanecznej Studio Rudina, z którą corocznie występowała w programach telewizyjnych oraz koncertach sylwestrowych transmitowanych m.in. przez Radio Telewizję w Kosowie (RTK), a także stacje Kohavision i RTV21. W latach 2006–2008 brała udział jako główna balerina w pokazach tanecznych w trakcie wieczorów humanitarnych organizowanych przez Amerykańską Izbę Handlową w Kosowie i Raiffeisen Bank. 
W 2007 roku była jedną z tancerek spektaklu baletowego Në ëndërra wyprodukowanego przez Studio Rudina. W 2008 roku gościnnie pojawiła się w programie Kosovo Vision, a pod koniec roku wystąpiła w programie festiwalowym Magic Show stacji Kohavision. W tym samym czasie wzięła udział w widowisku  pt. Të qeshim së bashku przygotowywanym przez RTK. 
W 2011 roku, czyli w czasie nauki w liceum, wzięła udział w krajowych przesłuchaniach do udziału w 12. Konkursie Eurowizji dla Młodych Tancerzy. Stanęła do rywalizacji z siedemnastoma innymi tancerzami i ostatecznie zakwalifikowała się do najlepszej dwójki (razem z Patrisą Pruthi). Wybrani przez stację RTK jurorzy zdecydowali, że to ona będzie reprezentowała Kosowo w konkursie organizowanym w Oslo. 24 czerwca zatańczyła w finale widowiska choreografię zatytułowaną Rebirth autorstwa Rudiny Berdynaj i ostatecznie i zakwalifikowała się do finałowej dwójki.